# Pepe Laso
José "Pepe" Laso Castejón (Madrid, Comunidad de Madrid, España, 10 de septiembre de 1938) es un exbaloncestista y entrenador español. Es el padre del también jugador y entrenador Pablo Laso.

## Biografía
Pepe Laso empezó a jugar en 1953 y en 1959 se incorporó al Real Madrid a los 22 años se retiró y comenzó su carrera como entrenador hasta 1964. A los 24 años volvió a jugar, jugando con el Saski Baskonia. Se retiró definitivamente como jugador a los 32 años de edad.

## Trayectoria como entrenador
- 1972/77: C.D. Baskonia
- 1981/83: CB Zaragoza (ACB)
- 1984/85: CAI Zaragoza (ACB)
- 1985/87: Caja Álava (ACB)
- 1988/89: Forum Valladolid (ACB)
- Ha sido también Seleccionador Nacional Sub-23 y Junior
- En las temporadas 90-91 y 91-92 ocupó el cargo de director general del TAU Baskonia

## Internacionalidades
Fue internacional con España en 19 ocasiones
- Es una de las cinco sagas padre e hijo que han vestido la camiseta nacional, las otras cuatro son Rafa Jofresa, Tomás Jofresa y su padre Josep María Jofresa y Jordi Soler y su padre Josep María Soler y José Manuel Beirán y Javier Beirán y  Santi Aldama y Santi Aldama.

Participó en los siguientes eventos:
- Juegos Mediterráneos de 1959, medalla de plata
- Juegos Mediterráneos de 1967: 6 posición.
- Eurobasket 1967: 10 posición.

## Palmarés
- 1959-1960 Real Madrid Ganador de Liga y Copa del Rey
- 1960-1961 Real Madrid Ganador de Liga y Copa del Rey